# Gentbrug
De Gentbrug is een brug in centrum van de Belgische stad Kortrijk. De brug, die vernoemd werd naar de Gentwijk en de Gentsesteenweg, overspant het Kanaal Bossuit-Kortrijk. De brug werd aangelegd in 1858-1859, vernield in oktober 1918 en herbouwd in 1929. Onder de Gentbrug bevindt zich de als monument beschermde Sluis 10 van het Kanaal Bossuit-Kortrijk, dat de Leie met de Schelde verbindt.
Broelbrug · Budabrug · Brug over Sluis 11 · Collegebrug · Dambrug · De Drie Duikers · Gentbrug · Gerechtshofbrug · Groeningebrug · Kalkovenbrug · Kasteelbrug · Leiebrug · Luipaardbrug · Noordbrug · Overzetwegbrug · Reepbrug · Ronde van Vlaanderenbrug · Spoorwegbrug Kanaal · Viaduct R8 (Harelbeke) · Viaduct R8 (Marke) · Viaduct R8 (Stasegem)